# Ryogo Kubo
Ryogo Kubo (久保 亮五, Kubo Ryōgo, 15 de fevereiro de 1920 — 31 de março de 1995) foi um físico matemático japonês.

## Publicações selecionadas
- Statistical mechanics : an advanced course with problems and solutions / Ryogo Kubo, in cooperation with Hiroshi Ichimura, Tsunemaru Usui, Natsuki Hashitsume (1965, 7th edit.1988)
- Many-body theory : lectures / edited by Ryōgo Kubo(1966)
- Dynamical processes in solid state optics / edited by Ryōgo Kubo and Hiroshi Kamimura(1967)
- Thermodynamics : an advanced course with problems and solutions / Kubo Ryogo (1968)
- Statistical physics of charged particle systems / edited by Ryogo Kubo and Taro Kihara (1969)
- Solid state physics / edited by Ryogo Kubo and Takeo Nagamiya ; translator, Scripta-Technica, Inc. ; editor of English ed., Robert S. Knox (1969)
- Physics of quantum fluids / edited by Ryōgo Kubo and Fumihiko Takano (1971)
- Relaxation of elementary excitations : proceedings of the Taniguchi International Symposium, Susono-shi, Japan, October 12-16, 1979 / editors, R. Kubo and E. Hanamura (1980)
- Selected papers of professor Ryogo Kubo on the occasion of his sixtieth birthday / edited by Executive Committee on the Commemoration of Professor Kubo's Sixtieth Birthday (1980)
- Statistical physics / M. Toda, R. Kubo, N. Saitō (1983-1985)
- Equilibrium statistical mechanics / M. Toda, R. Kubo, N. Saitô (1983 2nd edit. 1992)
- Nonequilibrium statistical mechanics / R. Kubo, M. Toda, N. Hashitsume (1985 2nd edit. 1991)
- Evolutionary trends in the physical sciences : proceedings of the Yoshio Nishina centennial symposium, Tokyo, Japan, December 5-7, 1990 (1991)